# Ekspozycja (muzyka)
Ekspozycja – pierwsza prezentacja tematu w fudze i formie sonatowej.
W fudze stanowi, przeprowadzany przez głosy temat lub tematy, które podlegają przetworzeniu w dalszej części utworu występując przemiennie w tej samej tonacji (zwykle w odstępie kwinty lub kwarty).
W sonacie ekspozycja składa się z pierwszego tematu, łącznika, drugiego tematu w innej tonacji (zwykle dominantowej) oraz epilogu.